# ヤヒヤ・カレイ
ヤヒヤ・カレイ (Yahya Kalley , 2001年3月20日 - )は、スウェーデン・スコーネ県オキシー出身のサッカー選手。IFKノルシェーピン所属。ポジションはDF。

## クラブ経歴
マルメFFのユースチームで頭角を表し、2020年8月にIFKヨーテボリと契約。9月11日のハンマルビーIF戦でプロデビュー。以降先発に定着し、同年シーズンは9試合に出場。翌2021年シーズンも先発に定着した。
2021年8月31日、FCフローニンゲンと3年契約を締結したことが発表された。
2023年、IFKノルシェーピンにレンタル移籍。7月8日に完全移籍となり、2025年末までの契約を交わした。

## 代表経歴
2018年からユース世代のスウェーデン代表に招集されている。

## 人物
- カレイの一家はガンビアにルーツを持っており、同国の国籍も所有している[6]。その関係でガンビア代表でのプレーを選ぶことも可能となっている。